# Walter Hinderer
Walter Hinderer (* 3. September 1934 in Ulm) ist ein deutscher Germanist und Literaturwissenschaftler.

## Leben
Walter Hinderer studierte Germanistik, Philosophie, Anglistik und Geschichtswissenschaft an der Eberhard Karls Universität Tübingen und der Ludwig-Maximilians-Universität München, wo mit einer Arbeit über den österreichischen Schriftsteller Hermann Broch promoviert wurde. Nach seinem Studium leitete er die wissenschaftliche Abteilung des Piper-Verlags in München, bis er 1966 in die Vereinigten Staaten übersiedelte und eine wissenschaftliche Laufbahn einschlug. 
Seit 1966 lehrte er zunächst an der University of Pennsylvania und der University of Colorado, dann sieben Jahre lang an der University of Maryland, bis er 1978 einen Ruf an die Princeton University erhielt. Bis zu seiner Emeritierung lehrte und forschte er dort als Professor of German. Von 1976 bis 1977 war er zudem Fellow am Institute for Research in the Humanities in der University of Wisconsin–Madison, 1985 bis 1986 am Wissenschaftskolleg zu Berlin und 1995 am Rosenzweig Research Center for German-Jewish Literature and Cultural History an der Hebräischen Universität Jerusalem. 
Hinderer war Trustee am American Institute for Contemporary German Studies in Washington, D.C., und ist seit 1996 Trustee an der Kurt Weill Foundation for Music in New York. Er ist Mitglied im Stiftungsrat der Stiftung für Romantikforschung sowie Präsidiumsmitglied der Erich Fried Gesellschaft, der er von 1996 bis 2001 als Präsident vorstand.
Hinderer widmete sich der deutschen Literatur, Philosophie und Geschichte vom 18. bis zum 20. Jahrhundert. Besonders forschte und publizierte er zur deutschsprachigen Dramatik und Lyrik sowie zur Literaturkritik und Literaturtheorie. Sein Lehrangebot umfasste hauptsächlich die Weimarer Klassik, Literaturtheorie, die deutschsprachige Dramatik und Lyrik, Georg Büchner, Heinrich von Kleist, Heinrich Heine sowie die zeitgenössische deutsche Literatur.

## Ehrungen
- Bundesverdienstkreuz am Bande (20. März 1995)[4]
- Humboldt-Forschungspreis (1998)
- Goldene Goethe-Medaille (2015)

## Schriften

### Monografien
- Die „Todeserkenntnis“ in Hermann Brochs „Tod des Vergil“. Uni-Druck, München 1961 (Dissertationsschrift)
- Elemente der Literaturkritik. Scriptor, Kronberg 1976.
- Büchner-Kommentar zum dichterischen Werk. Winkler, München 1977.
- Der Mensch in der Geschichte. Ein Versuch über Schillers „Wallenstein“. Athenäum, Kronberg 1980.
- Über deutsche Literatur und Rede. Historische Interpretationen. Wilhelm Fink, München 1981.
- Arbeit an der Gegenwart. Zur deutschen Literatur nach 1945. Königshausen & Neumann, Würzburg 1994.
- Von der Idee des Menschen. Über Friedrich Schiller.  Königshausen & Neumann, Würzburg 1998.
- Die deutsche Exzellenzinitiative und die amerikanische Eliteuniversität. Liberal. Berlin 2007.
- Schiller und kein Ende. Metamorphosen und kreative Aneignungen. Königshausen & Neumann, Würzburg 2009.

### Editionen und Herausgeberschaften
- Ludwig Börne: Menzel der Franzosenfresser und andere Schriften. Insel, Frankfurt am Main 1969.
- Christoph Martin Wieland: Hann und Gulpenheh; Schach Lolo. Reclam, Stuttgart 1970.
- Moderne amerikanische Literaturtheorien. Mit Joseph Strelka. S. Fischer, Frankfurt am Main 1970.
- Deutsche Reden. Reclam, Stuttgart 1973.
- Die Sickingen-Debatte.  Luchterhand, Neuwied-Berlin 1974.
- Geschichte der politischen Lyrik in Deutschland. Reclam, Stuttgart 1978.
- Schillers Dramen:  Neue Interpretationen. Reclam, Stuttgart 1979.
- Goethes Dramen:  Neue Interpretationen. Reclam, Stuttgart 1980.
- Kleists Dramen:  Neue Interpretationen. Reclam, Stuttgart 1981.
- Heinrich von Kleist. Plays. The Continuum Publishing Company, New York 1982.
- Literarische Profile. Deutsche Dichter von Grimmelshausen bis Brecht.  Athenäum, Königstein im Taunus 1982.
- Friedrich Schiller. Plays. The Continuum Publishing Company, New York  1983.
- Geschichte der deutschen Lyrik vom Mittelalter bis zur Gegenwart. Reclam, Stuttgart 1983.
- Brechts Dramen: Neue Interpretationen. Reclam, Stuttgart 1984.
- Georg Büchner. Complete Works and Letters. Mit Henry Schmidt. The Continuum Publishing Company, New York 1986.
- Friedrich Schiller.  "Wallenstein" and "Maria Stuart". The Continuum Publishing Company, New York 1991.
- Schillers Dramen. Interpretationen. Reclam, Stuttgart 1992.
- Goethes Dramen. Interpretationen. Reclam, Stuttgart 1992.
- Friedrich Schiller. Essays. Mit Daniel 0. Dahlstrom. The Continuum Publishing Company, New York 1993.
- Brechts Dramen. Interpretationen. Reclam, Stuttgart 1995.
- Codierungen von Liebe in der Kunstperiode. Königshausen & Neumann, Würzburg 1997.
- Kleists Dramen. Literaturstudium. Interpretationen. Philipp Reclam, Stuttgart 1997.
- Kleists Erzählungen. Interpretationen. Philipp Reclam, Stuttgart 1998.
- Altes Land, neues Land. Verfolgung, Exil, biografisches Schreiben. Texte zum Erich Fried Symposium 1999. Mit Claudia Holly, Heinz Lunzer, Ursula Seeber. Dokumentationsstelle für neuere österreichische Literatur, Wien 1999.
- Geschichte der deutschen Lyrik vom Mittelalter bis zur Gegenwart, 2. erweiterte Auflage. Königshausen & Neumann, Würzburg 2001 (enthält den Essay Lyrik heute von Theo Elm).
- Erich Fried Symposium 2001 "All right, what's left". Historische und aktuelle kritische Positionen im Andenken an Erich Fried. Dokumentationsstelle für neuere österreichische Literatur im Literaturhaus, Wien 2001.
- Goethe und das Zeitalter der Romantik. Königshausen & Neumann, Würzburg 2002.
- Rom – Europa . Treffpunkt der Kulturen: 1780 – 1820. Mit Paolo Chiarini. Königshausen & Neumann, Würzburg 2006.
- Friedrich Schiller und der Weg in die Moderne. Königshausen & Neumann, Würzburg 2006.
- Geschichte der politischen Lyrik in Deutschland. Königshausen & Neumann, Würzburg 2007.
- Friedrich Schiller und die Antike. Mit Paolo Chiarini. Königshausen & Neumann, Würzburg 2008.
- Heinrich Heine. Ein Wegbereiter der Moderne. Mit Paolo Chiarini. Königshausen & Neumann, Würzburg 2009.